# Secretaría de Agricultura y Desarrollo Rural
La Secretaría de Agricultura y Desarrollo Rural (SADER) es una de las veintiún secretarías de Estado que, junto con la Consejería Jurídica del Ejecutivo Federal y la Agencia de Transformación Digital y Telecomunicaciones, conforman el gabinete legal del presidente de México. Es el despacho del poder ejecutivo federal con funciones de ministerio de Agricultura, es decir, se encarga de la administración, regulación y fomento de la actividad económica primaria (salvo los minerales y energéticos, que están en manos de la Secretaría de Energía).
Es la encargada de diseñar, planear, ejecutar y coordinar las políticas públicas en materia agropecuaria. Lo anterior incluye conducir todo ello para el desarrollo económico y social de las zonas rurales y comunidades pesqueras; crear y fomentar programas que garanticen la rentabilidad y sustentabilidad de actividades agropecuarias; dirigir y vigilar los sistemas de sanidad animal y vegetal; coordinarse con otras secretarías para la formación de profesionales en el sector agropecuario (Secretaría de Educación Pública), establecer precios a los alimentos (Secretaría de Economía) e impulsar la investigación científica para el mejoramiento de la producción agropecuaria (Secretaría de Medio Ambiente y Recursos Naturales), así como garantizar el acceso de los productores a la tecnología y los métodos que permitan modernizar su sector; y encabezar la política de estado que fomente la soberanía alimentaria.

## Logotipos

Logotipo durante la presidencia de Felipe Calderón (2006-2012)
Logotipo durante la presidencia de Enrique Peña Nieto (2012-2018)
Logotipo durante la presidencia de Andrés Manuel López Obrador (2018-2024)
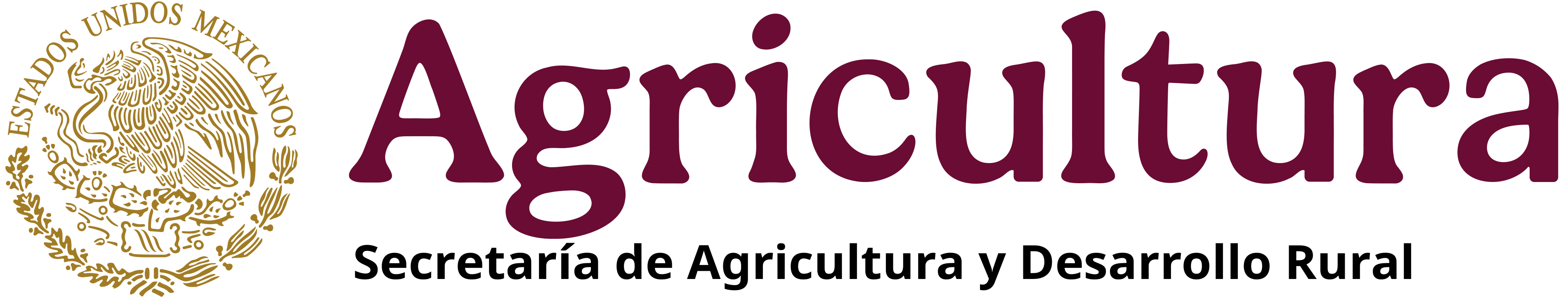
Logotipo durante la presidencia de Claudia Sheinbaum (desde 2024)

## Historia
Desde su creación, la Secretaría de Agricultura y Desarrollo Rural ha tenido las siguientes denominaciones:
- (1917 - 1946): Secretaría de Agricultura y Fomento.
- (1946 - 1976): Secretaría de Agricultura y Ganadería (SAG).
- (1976 - 1994): Secretaría de Agricultura y Recursos Hidráulicos (SARH).
- (1994 - 2000): Secretaría de Agricultura, Ganadería y Desarrollo Rural (SAGAR).
- (2000 - 2018): Secretaría de Agricultura, Ganadería, Desarrollo Rural, Pesca y Alimentación (SAGARPA).
- (2018 a la fecha): Secretaría de Agricultura y Desarrollo Rural (SADER; Agricultura).

## Funciones
De acuerdo con la Ley Orgánica de la Administración Pública Federal, en su Artículo 35, le corresponde el despacho de las siguientes funciones:
- Formular, conducir y evaluar la política general de desarrollo rural, a fin de elevar el nivel de vida de las familias que habitan en el campo, en coordinación con las dependencias competentes.
- Integrar e impulsar proyectos de inversión que permitan canalizar, productivamente, recursos públicos y privados al gasto social en el sector rural; coordinar y ejecutar la política nacional para crear y apoyar empresas que asocien a grupos de productores rurales a través de las acciones de planeación, programación, concertación, coordinación; de aplicación, recuperación y revolvencia de recursos, para ser destinados a los mismos fines; así como de asistencia técnica y de otros medios que se requieran para ese propósito, con la intervención de las dependencias y entidades de la Administración Pública Federal correspondientes y de los gobiernos estatales y municipales, y con la participación de los sectores social y privado.
- Organizar y fomentar las investigaciones agrícolas, ganaderas, avícolas, apícolas y silvícolas, estableciendo institutos experimentales, laboratorios, estaciones de cría, semilleros y viveros, vinculándose a las instituciones de educación superior de las localidades que correspondan.
- Fomentar y organizar la producción económica del artesanado, de las artes populares y de las industrias familiares del sector rural, con la participación que corresponda a otras dependencias o entidades.
- Elaborar, actualizar y difundir un banco de proyectos y oportunidades de inversión en el sector rural.
- Organizar y mantener al corriente los estudios económicos sobre la vida rural, con objeto de establecer los medios y procedimientos para mejorarla.
- Fomentar la actividad pesquera.

## Organigrama
Conforme a lo dispuesto por el artículo 3.º del Reglamento Interior de la Secretaría de Agricultura y Desarrollo Rural, la representación, el trámite y la resolución de los asuntos competencia de la Secretaría, corresponde originalmente al Secretario del Despacho, quien para el estudio, planeación y despacho de sus atribuciones, contará con los siguientes:
- Secretario del Despacho
- Subsecretario de Agricultura
- Subsecretario de Desarrollo Rural
- Subsecretario de Fomento a los Agronegocios
- Oficial Mayor
- Coordinación General de Enlace y Operación.
- Coordinación General de Comunicación Social
- Coordinación General de Delegaciones
- Coordinación General de Política Sectorial
- Coordinación General Jurídica
- Coordinación General de Ganadería
- Dirección General de Fomento a la Agricultura
- Dirección General de Vinculación y Desarrollo Tecnológico
- Dirección General de Apoyos para el Desarrollo Rural
- Dirección General de Programas Regionales y Organización Rural
- Dirección General de Estudios para el Desarrollo Rural
- Dirección General de Servicios Profesionales para el Desarrollo Rural
- Dirección General de Estudios Agropecuarios y Pesqueros
- Dirección General de Administración de Riesgos y Proyectos de Inversión
- Dirección General de Apoyo al Financiamiento Rural
- Dirección General de Eficiencia Financiera y Rendición de Cuentas
- Dirección General de Desarrollo Humano y Profesionalización
- Dirección General de Proveeduría y Racionalización de Bienes y Servicios
- Dirección General de Promoción de la Eficiencia y Calidad de los Servicios

### Órganos administrativos, desconcentrados y entidades
| Entidad                                                                           |
| --------------------------------------------------------------------------------- |
| Seguridad Alimentaria Mexicana                                                    |
| Comisión Nacional de Acuacultura y Pesca                                          |
| Instituto Nacional de Pesca y Acuacultura                                         |
| Servicio Nacional de Inspección y Certificación de Semillas                       |
| Agencia de Servicios a la Comercialización y Desarrollo de Mercados Agropecuarios |
| Servicio Nacional de Sanidad, Inocuidad y Calidad Agroalimentaria                 |
| Servicio de Información Agroalimentaria y Pesquera                                |
| Comisión Nacional de Zonas Áridas                                                 |
| Fideicomiso de Riesgo Compartido                                                  |
| Fondo de Empresas Expropiadas del Sector Azucarero                                |
| Instituto Nacional para el Desarrollo de Capacidades del Sector Rural             |
| Instituto Nacional de Investigaciones Forestales, Agrícolas y Pecuarias           |
| Instituto Nacional del Consumidor (SARH)                                          |
| Universidad Autónoma Chapingo                                                     |
| Colegio de Postgraduados                                                          |
| Colegio Superior Agropecuario del Estado de Guerrero                              |
| CONASUPO                                                                          |

## Lista de titulares de la Secretaría de Agricultura de México

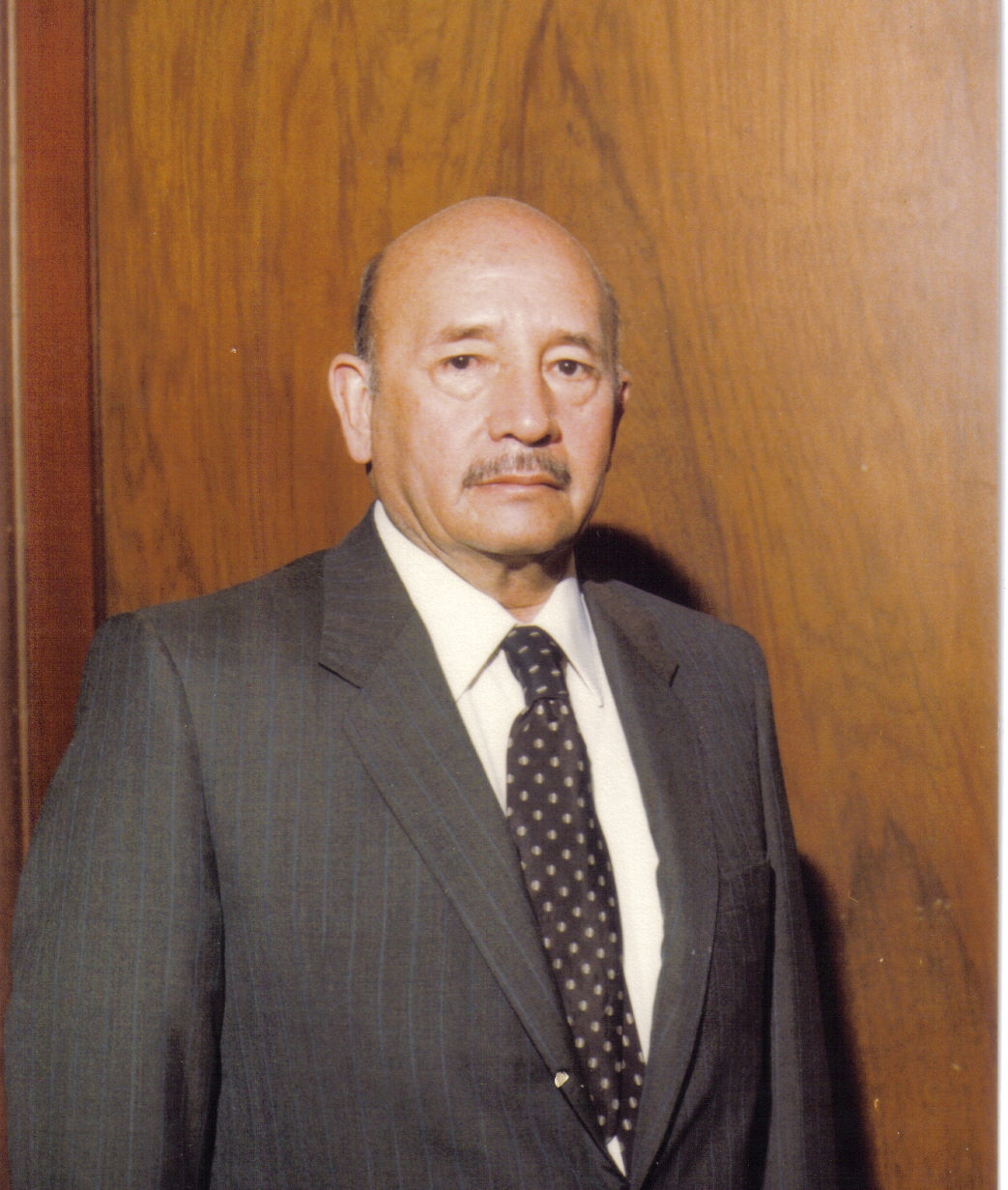
Horacio García Aguilar, 1982-1984.

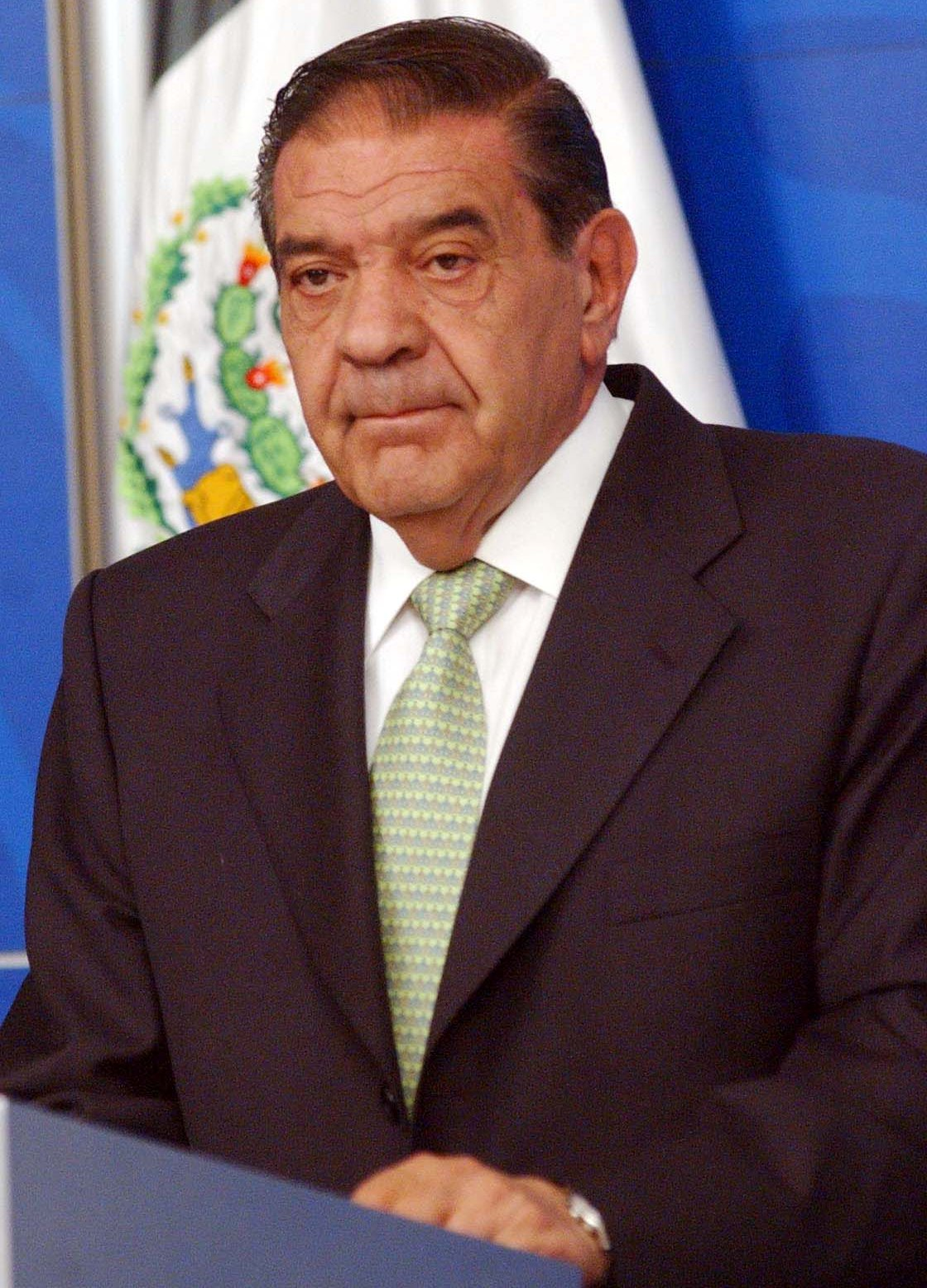
Javier Usabiaga Arroyo, 2000-2005.

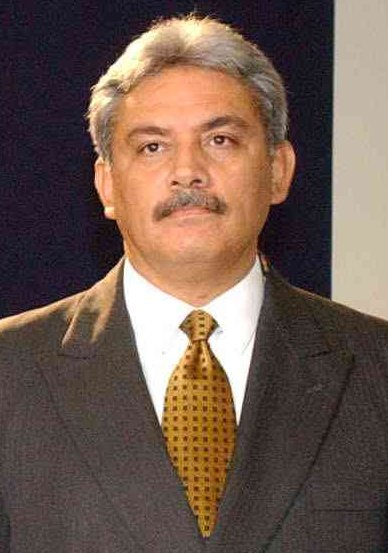
Alberto Cárdenas Jiménez, 2006-2009.

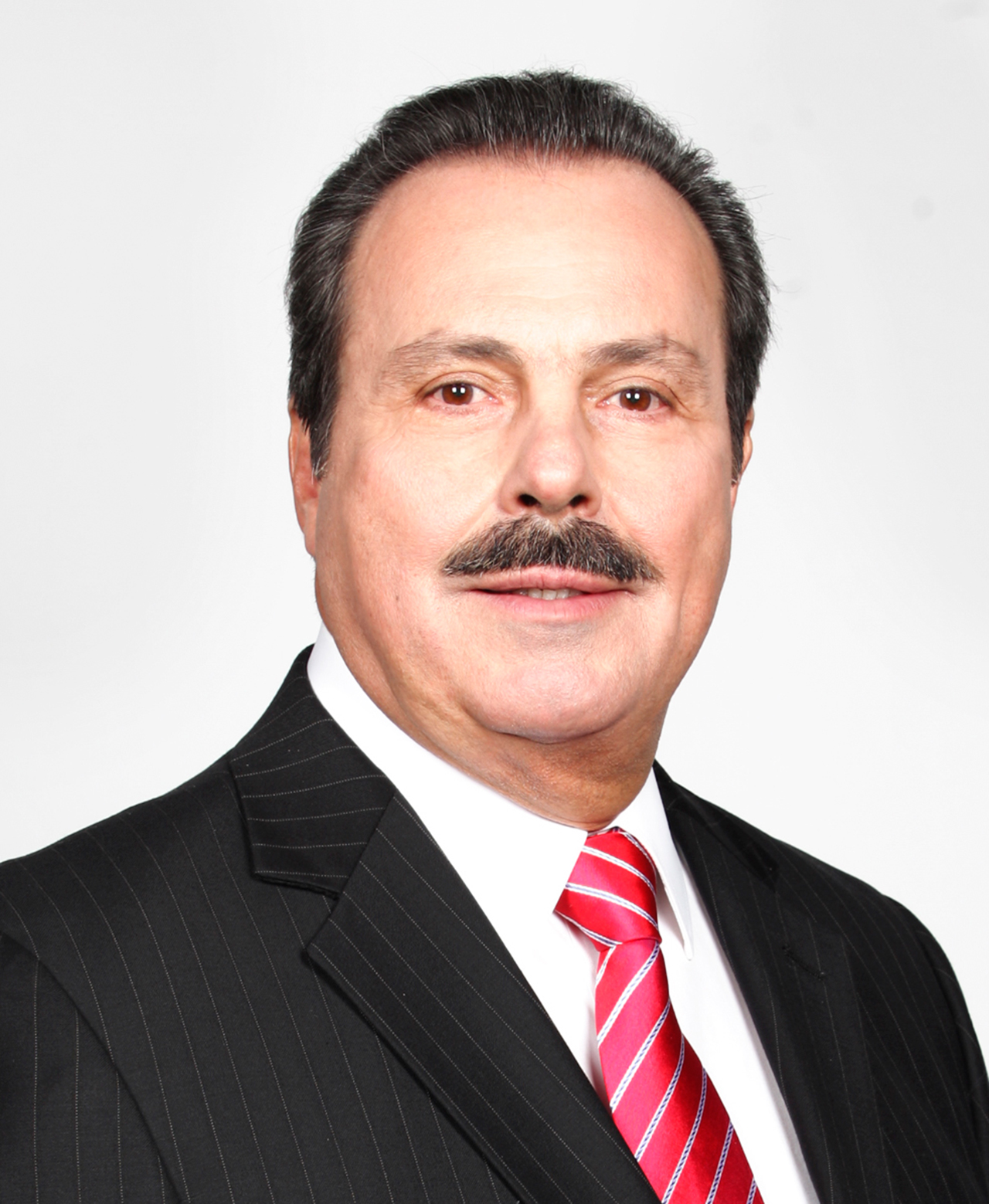
Enrique Martínez y Martínez, 2012-2015.

### Secretaría de Agricultura y Fomento
- Gobierno de Venustiano Carranza (1917 - 1920)
  - (1917 - 1920): Pastor Rouaix

- Gobierno de Adolfo de la Huerta (1920)
  - (1920): Antonio I. Villarreal

- Gobierno de Álvaro Obregón (1920 - 1924)
  - (1920 - 1922): Antonio I. Villarreal
  - (1922 - 1924): Ramón P. de Negri

- Gobierno de Plutarco Elías Calles (1924 - 1928)
  - (1924 - 1928): Luis L. León

- Gobierno de Emilio Portes Gil (1928 - 1930)
  - (1928 - 1930): Marte R. Gómez

- Gobierno de Pascual Ortiz Rubio (1930 - 1932)
  - (1930 - 1931): Manuel Pérez Treviño
  - (1931): Saturnino Cedillo
  - (1931 - 1932): Francisco S. Elías

- Gobierno de Abelardo L. Rodríguez (1932 - 1934)
  - (1932 - 1934): Francisco S. Elías

- Gobierno de Lázaro Cárdenas (1934 - 1940)
  - (1934 - 1935): Tomás Garrido Canabal
  - (1935 - 1937): Saturnino Cedillo
  - (1937 - 1940): José E. Parrés

- Gobierno de Manuel Ávila Camacho (1940 - 1946)
  - (1940 - 1946): Marte R. Gómez

### Secretaría de Agricultura y Ganadería
- Gobierno de Miguel Alemán Valdés (1946 - 1952)
  - (1946 - 1952): Nazario S. Ortiz Garza

- Gobierno de Adolfo Ruiz Cortines (1952 - 1958)
  - (1952 - 1958): Gilberto Flores Muñoz

- Gobierno de Adolfo López Mateos (1958 - 1964)
  - (1958 - 1964): Julián Rodríguez Adame

- Gobierno de Gustavo Díaz Ordaz (1964 - 1970)
  - (1964 - 1970): Juan Gil Preciado
  - (1970): Manuel Bernardo Aguirre

- Gobierno de Luis Echeverría Álvarez (1970 - 1976)
  - (1970 - 1973): Manuel Bernardo Aguirre
  - (1973 - 1976): Óscar Brauer Herrera

### Secretaría de Agricultura y Recursos Hidráulicos
- Gobierno de José López Portillo (1976 - 1982)
  - (1976 - 1982): Francisco Merino Rábago

- Gobierno de Miguel de la Madrid (1982 - 1988)
  - (1982 - 1984): Horacio García Aguilar
  - (1984 - 1988): Eduardo Pesqueira Olea

- Gobierno de Carlos Salinas de Gortari (1988 - 1994)
  - (1988 - 1990): Jorge de la Vega Domínguez
  - (1990 - 1994): Carlos Hank González

### Secretaría de Agricultura, Ganadería y Desarrollo Rural
- Gobierno de Ernesto Zedillo (1994 - 2000)
  - (1994 - 1995): Arturo Warman Gryj
  - (1995 - 1998): Francisco Labastida Ochoa
  - (1998 - 2000): Romárico Arroyo Marroquín

### Secretaría de Agricultura, Ganadería, Desarrollo Rural, Pesca y Alimentación
- Gobierno de Vicente Fox (2000 - 2006)
  - (2000 - 2005): Javier Usabiaga Arroyo
  - (2005 - 2006): Francisco Mayorga Castañeda

- Gobierno de Felipe Calderón (2006 - 2012)
  - (2006 - 2009): Alberto Cárdenas Jiménez
  - (2009 - 2012): Francisco Mayorga Castañeda

- Gobierno de Enrique Peña Nieto (2012 - 2018)
  - (2012 - 2015): Enrique Martínez y Martínez
  - (2015 - 2018): José Calzada Rovirosa
  - (2018): Baltazar Hinojosa Ochoa

### Secretaría de Agricultura y Desarrollo Rural
- Gobierno de Andrés Manuel López Obrador (2018 - 2024)
  - (2018 - 2024): Víctor Villalobos Arámbula

- Gobierno de Claudia Sheinbaum (2024 - 2030)
  - (2024 - A la fecha): Julio Berdegué Sacristán